# Microcodon sparsiflorus
Microcodon sparsiflorus är en klockväxtart som beskrevs av A.Dc. Microcodon sparsiflorus ingår i släktet Microcodon och familjen klockväxter. Inga underarter finns listade i Catalogue of Life.